# Jean Debuf (haltérophilie)
Pour les articles homonymes, voir Jean Debuf.
Jean Debuf, né le 31 mai 1924 à Bousbecque (Nord), et mort le 6 octobre 2010 à Marcq-en-Barœul à 86 ans, est un champion français d'haltérophilie. 
Il fut le porte-drapeau de l'équipe de France aux Jeux olympiques d'été de 1956 à Melbourne, où il remporta une médaille de bronze.
Au tout début des années 1960, il va tenter de se reconvertir dans le catch sous la direction de René Ben Chemoul, parcours qui sera immortalisé par Roger Couderc en 1961 pour l'émission Les Coulisses de l'exploit.

## Palmarès
- Médaillé de bronze aux Jeux olympiques d'été de 1956 (en moins de 90 kg)
- Vice-champion du monde  en 1949 et 1951 (en moins de 82,5 kg)
- Médaillé de bronze aux Championnats du monde 1954  (en moins de 82,5 kg)
- 3 fois champion d’Europe : en 1949 et 1951  (en moins de 82,5 kg) et 1956  (en moins de 90 kg).
- Vice-champion d’Europe en 1954 (en moins de 82,5 kg) et 1955  (en moins de 90 kg)
- 13 fois champion de France